# Růžena Nebušková-Podhajská
Růžena Nebušková-Podhajská (29. srpna 1885 Vídeň – 23. listopadu 1935 Praha) byla česká klavíristka a hudební pedagožka.

## Životopis
Jejími rodiči byli František Podhajský, inženýr státních drah ve Vídni a Emanuela Podhajská-Weidenhoferová z Chrudimi. Její sestra byla významná výtvarnice a malířka Minka Podhajská (1881-1963).
Růžena se provdala 24. ledna 1916 v Ústí nad Orlicí za hudebního skladatele JUDr. Otakara Nebušku, který byl c. k. finančním komisařem v Praze.
Studovala klavír ve Vídni u Rosiny Menzel a Berty Jahn-Peer (státní zkouška 1905). Hrála sólově i jako doprovod v českých vídeňských kulturních akcích. Po svatbě se Růžena přestěhovala do Prahy, kde vystupovala s Českou filharmonií. Na jejich koncertech uvedla některá význačná díla, např. 2. Brahmsův klavírní koncert, koncert M. Regera a burlesku Richarda Strausse. Pořádala komorní večery s violoncellistou Juliem Junkem. Vyučovala klavír, provedla revizi některých klavírních skladeb.
V Praze XIX Bubeneč bydlela na adrese U Sparty 16 se svou rodinou, manželem a čtyřmi dcerami: Jitka (* 1916), Alena (* 1918), Vendula (* 1920) a Danica (* 1925).

## Dílo

### Hudebniny
- Dvě vdovy = zwei Witwen = deux veuves = two widows: 10 výňatků s nadepsaným textem: piano a 2 ms – Bedřich Smetana; vybral a v snadném slohu upravili Otakar Šín a Růžena Nebušková. Praha: Hudební Matice Umělecké besedy, 1921
- Od jitra do soumraku: 10 snadných skladbiček pro klavír na 2 ruce – Otakar Šín; prstoklady R. Nebušková. Praha: Hudební Matice Umělecké besedy, 1921; 1938; 1944